# Котнарі
Котнарі (рум. Cotnari) — село у повіті Ясси в Румунії. Адміністративний центр комуни Котнарі.
Село розташоване на відстані 330 км на північ від Бухареста, 53 км на північний захід від Ясс.

## Населення
За даними перепису населення 2002 року у селі проживали 1706 осіб.
Національний склад населення села:
| Національність | Кількість осіб | Відсоток |
| -------------- | -------------- | -------- |
| румуни         | 1668           | 97,8%    |
| цигани         | 37             | 2,2%     |

Рідною мовою назвали:
| Мова      | Кількість осіб | Відсоток |
| --------- | -------------- | -------- |
| румунська | 1668           | 97,8%    |
| циганська | 37             | 2,2%     |